# Вајсенштат
Вајсенштат (њем. Weißenstadt) град је у њемачкој савезној држави Баварска. Једно је од 17 општинских средишта округа Вунзидел (Фихтел). Према процјени из 2010. у граду је живјело 3.383 становника. Посједује регионалну шифру (AGS) 9479166.

## Географски и демографски подаци
Вајсенштат се налази у савезној држави Баварска у округу Вунзидел (Фихтел). Град се налази на надморској висини од 630 метара. Површина општине износи 42,2 km². У самом граду је, према процјени из 2010. године, живјело 3.383 становника. Просјечна густина становништва износи 80 становника/km².